# 金光佑治
金光 佑治（かねみつ ゆうじ、1984年5月14日 - ）は、大阪府堺市出身の元プロボクサーで第22代日本ミニマム級王者。プロボクサー時代は六島ボクシングジム所属で「堺のダイナマイトキッド」の愛称で親しまれた。のちに日本のボートレーサーに転じ活躍。登録第4721号。111期。堺市立工業高等学校卒業。

## 来歴

### ボクサー時代
高校1年生の時に六島ジムに入門。アマチュアボクシングでの1勝は久高寛之との対戦によるものであった。
高校卒業直後にプロデビューを果たし、2003年4月14日、大阪府立体育会館でのプロデビュー戦に初回KO勝利を収めた。2005年9月3日、西日本フライ級新人王トーナメント決勝戦で奈須勇樹に初回KO負けを喫して初黒星を喫し、この後1年間リングから遠ざかった。
2007年4月28日、六島ジムの先輩・名城信男の初防衛戦を控えて帝拳ジムで行われた公開練習では名城と2R、アレクサンデル・ムニョスと3Rのスパーリングパートナーを務めた。同年7月14日、尼崎アルカイックホールで日本ミニマム級9位・元世界ランカーの松本博志とライトフライ級8回戦を行い、6R2-0の負傷判定勝利で日本ミニマム級にランク入りを果たした。同年11月28日、利幸トーレスとの8回戦では中盤に鼓膜を損傷したもののスタミナを生かして後半勝負の戦略通りに戦い、最終8RにTKO勝利を収めて王座獲得への意欲を語った。
2008年3月16日、松下IMPホールで日本ミニマム級4位・OPBF同級10位としてWBA同級11位・元1位のエリベルト・ゲホンと対戦。1日に結膜炎を発症して実戦練習に集中できないまま初めての10回戦を迎えたが、長身のゲホンのジャブに苦戦しながら徹底したボディ攻撃と手数で2-1の判定勝利を収めた。しかし同年10月25日にWBAミニマム級10位としてWBCライトフライ級8位の國重隆と世界ランカー対決10回戦を行い、0-3の判定負けを喫して世界ランクを失った。
2009年3月21日、自身初の後楽園ホールで黒木健孝の返上により空位となっていた日本ミニマム級王座を日本タイトル挑戦権獲得トーナメントの覇者でWBC18位の辻昌建と争った。ミニマム級までウェイトを落としての試合も自身初で、1月には名城のグアムキャンプにも同行して練習を積んだ。6Rにはヒッティングで右目上をカットし、8Rには傷が悪化してドクターチェックを受けたが、最終10R、再起戦にしてKO勝利を収め新王者となった。この勝利によりOPBFのランクも6位から2位へ上昇した。
試合後、辻は病院へ搬送されて手術を受けたが3月24日に亡くなり、金光は控室で頭痛・吐き気など容態の悪化を訴えて別の病院へ搬送され、精密検査を受けた。翌日には大阪でも再検査を行い、頭部CT・MRI像に硬膜下血腫が認められたため、JBC医事規則によりボクサーライセンスが自動的に失効。引退勧告に従い、5月12日に現役引退を表明し、後日王座を返上した。

### ボートレーサー時代
その後、ボートレーサーへの転向を目指す。ボートレーサーを選んだ理由は、恩師に「ボクシングと同様に減量が重要なので、ボクサー時代の経験が活かせる」と説かれたことが大きかったという。同年12月28日にはやまと学校の選手養成員試験に合格した。しかし、この時は両眼網膜剥離の診断を受け、入学を断念した。2011年の再受験で改めて合格し、1年間の養成訓練を経てプロデビュー。同期には金光と同じく他のスポーツ（学生野球選手）から転向した安河内将らがいる。また、プロボクサーからボートレーサーに転向した選手は、金光の他にも1期下・112期の西尾亮輔がいる。
- 2012年9月14日、選手登録。
- 2012年11月19日からボートレース住之江で開催された 一般戦「岸和田市制90周年記念」初日第1Rでデビュー[8][9][10][11]。デビュー戦は転覆失格となった[12]。（転覆）
- 2015年1月29日からボートレース津で開催された 一般戦「ルーキーシリーズ第9戦 ボーイズ・ビー・津プリンス」6日目（最終日）第6Rで3着となり、初の三連対となる[13]。
- 2016年6月23日からボートレース多摩川で開催された 一般戦「関東・近畿・九州地区対抗戦マクール杯」2日目第2R、1号艇から逃げ切り初1着となる[14]。404戦目にして水神祭を迎えた。しかし、最終的にこの勝利がボートレーサーとして唯一の勝利となった[6]。
- 2019年10月30日からボートレース住之江で開催された 一般戦「住之江GOLD CUP」6日目（最終日）第1Rを以って引退[15]。（1号艇1コース進入・6着）

### ボートレーサー引退後
2020年3月にマッサージ施術者として地元大阪府堺市にリラクゼーションサロン『ほぐし屋KID』をオープン。引退の2年前ぐらいから、引退後を見据えてリラクゼーションの技術を学んでいたという。2024年1月9日、関西テレビ『よ〜いドン!』の名物コーナー「となりの人間国宝さん」に登場し、半生を語り、レポーターの円広志より人間国宝さんに認定された。

## 戦績

### ボクシング
- アマチュアボクシング：1戦1勝無敗
- プロボクシング：14戦12勝 (7KO) 2敗 (1KO)

| 戦           | 日付           | 勝敗 | 時間     | 内容    | 対戦相手           | 国籍                  | 備考                                   |
| ------------ | -------------- | ---- | -------- | ------- | ------------------ | --------------------- | -------------------------------------- |
| 1            | 2003年4月14日  | ☆    | 1R 1:30  | KO      | 藤原雄也           | 日本 （SFマキ）       | プロデビュー戦                         |
| 2            | 2003年8月29日  | ☆    | 2R 1:13  | TKO     | 武政義明           | 日本 （武蔵ヨシヤマ） |                                        |
| 3            | 2004年5月2日   | ☆    | 4R 1:04  | TKO     | 宮本英哲           | 日本 （陽光アダチ）   |                                        |
| 4            | 2004年6月26日  | ☆    | 4R       | 判定3-0 | 池田寛             | 日本 （レンゴー）     |                                        |
| 5            | 2005年6月5日   | ☆    | 1R 1:30  | KO      | 山本剛詞           | 日本 （守口東郷）     |                                        |
| 6            | 2005年7月31日  | ☆    | 4R 2:42  | TKO     | 宮口正春           | 日本 （神拳阪神）     |                                        |
| 7            | 2005年9月3日   | ★    | 1R 1:56  | KO      | 奈須勇樹           | 日本 （グリーンツダ） | 西日本フライ級新人王トーナメント決勝戦 |
| 8            | 2006年8月27日  | ☆    | 6R       | 判定2-0 | 姜尚希             | 日本 （大阪帝拳）     |                                        |
| 9            | 2007年3月11日  | ☆    | 6R       | 判定3-0 | 清水祐司           | 日本 （正拳）         |                                        |
| 10           | 2007年7月14日  | ☆    | 6R 2:17  | 負傷2-0 | 松本博志           | 日本 （角海老宝石）   |                                        |
| 11           | 2007年11月26日 | ☆    | 8R 1:40  | TKO     | 利幸トーレス       | 日本 （大鵬）         |                                        |
| 12           | 2008年3月16日  | ☆    | 10R      | 判定2-1 | エリベルト・ゲホン | フィリピン            |                                        |
| 13           | 2008年10月25日 | ★    | 10R      | 判定0-3 | 國重隆             | 日本 （大阪帝拳）     |                                        |
| 14           | 2009年3月21日  | ☆    | 10R 1:09 | KO      | 辻昌建             | 日本 （帝拳）         | 日本ミニマム級王座決定戦               |
| テンプレート |                |      |          |         |                    |                       |                                        |

#### 獲得タイトル
- 第22代日本ミニマム級王座（防衛0）

### ボートレース
- 出走回数：731回
- 優出回数：0回
- 優勝回数：0回
- 1着回数：1回
- 2着回数：0回
- 3着回数：5回
- 4着回数：27回
- 5着回数：107回
- 6着回数：575回
- フライング(F)回数：6回
- 出遅れ(L)回数：0回
- 通算勝率：1.28
- 2連対率：0.14
- 3連対率：0.82
- 生涯獲得賞金：24,282,000円